# Laurel und Hardy: Das Mädel aus dem Böhmerwald
Das Mädel aus dem Böhmerwald (The Bohemian Girl), im deutschen Sprachraum anfangs unter dem Titel Dick und Doof werden Papa veröffentlicht, ist eine US-amerikanische Spielfilm-Komödie des Komiker-Duos Laurel und Hardy aus dem Jahre 1936. Der Film basiert frei auf der 1843 veröffentlichten Oper The Bohemian Girl von Michael William Balfe. Es war nach Hände hoch – oder nicht (1933) und Rache ist süß (1934) der dritte Operettenfilm des Duos.

## Handlung
Stan und Ollie ziehen als Mitglieder einer Zigeunergruppe in Wohnwagen durch das Land. Als die Gruppe sich im Gebiet des grausamen Grafen von Arnheim niederlässt, fordert dieser sie auf, sein Landgut unverzüglich zu verlassen, ansonsten würde er sie auspeitschen lassen. Dafür hat der Graf anscheinend gute Gründe, denn nachts begeben sich die Neuankömmlinge – unter ihnen auch Stan und Ollie – ins Dorf und bestehlen dort die Bevölkerung. Auch Stan und Ollie versuchen als Taschendiebe ihr Glück, erleben aber immer wieder Missgeschicke und können nur knapp einer Ergreifung entgehen. Schließlich sorgt das einheimische Volk erzürnt und wütend dafür, dass dem Befehl des Grafen gefolgt wird. Auf dem Weg entführen Ollies Frau (in der dt. Synchronisation: Ollies Schwester) und deren südländischer Geliebter jedoch die Tochter Arline des Grafen als Rache. Ollies Frau erzählt ihrem Ehemann, Arline sei sein Kind. Anschließend verlässt sie Ollie jedoch gemeinsam mit ihrem Geliebten und lässt das Kind zurück.
Der neue Sitz des fahrenden Volkes ist nicht weit weg vom Schloss des Grafen, dennoch führt die Suche der Wachen nach der Prinzessin zu keinem Erfolg. Diese lebt die nächsten zwölf Jahre als Zigeunermädchen unter der liebevollen Obhut von Stan und Ollie. Nach dieser Zeit treibt sich eines Tages die nun schon erwachsene Prinzessin am Hof des Grafen herum und wird eingesperrt. Ollie und Stan setzen alles dran, um sie vor Peitschenhieben zu bewahren, werden jedoch selbst gefasst und in die Folterkammer gebracht. Durch ein Medaillon, das der Graf kurz vor dem Verschwinden seiner Tochter um den Hals gehängt hat, erkennt er sie wieder. Arline bittet ihren Vater Stan und Ollie zu retten. Der Graf befiehlt, mit der Folter Stans und Ollies aufzuhören. Doch die Tortur hat bereits bleibende Folgen hinterlassen: Ollie wurde zu einem gedehnten Riesen und Stan zu einem gestauchten Zwerg.

## Synchronisation
Die erste synchronisierte Fassung entstand 1957 bei der Berliner Synchron. Weil man den Film 1957 als zu kurz ansah, schnitt man den Film Dick und Doof adoptieren ein Kind (Their First Mistake) dazu. Es sollte den Eindruck erwecken, dass Stan und Ollie Das Mädel aus dem Böhmerwald im Traum erleben. Das Dialogbuch schrieb Horst Sommer und Klaus von Wahl führte Dialogregie. Diese Synchronfassung ist auf DVD erhältlich, allerdings hat man die ursprüngliche Fassung des Films wiederhergestellt.
Unter dem Titel Die entlaufene Prinzessin erstellte die Beta-Technik eine zweite Fassung, bei der man auf das Dialogbuch der ersten Fassung zurückgriff. Bluhm und Pantel sind erneut als Stan und Ollie zu hören. Rosemarie Fendel sprach Mrs. Hardy und Hanns Dieter Hüsch sprach einleitende Kommentare.
Die dritte Fassung mit dem Titel Das Mädel aus dem Böhmerwald entstand 1975 bei der Beta-Technik für die Reihe Lachen Sie mit Stan und Ollie. Das Dialogbuch wurde von Wolfgang Schick erstellt, der als Grundlage abermals die ursprüngliche Fassung von 1957 nutzte.
Eines haben alle drei Fassungen gemeinsam. Wie seit 1936 fast immer sprach Walter Bluhm jeweils für Stan Laurel.
| Darsteller         | Rolle                 | 1. Synchro       | 2. Synchro          | 3. Synchro          |
| ------------------ | --------------------- | ---------------- | ------------------- | ------------------- |
| Stan Laurel        | Stan                  | Walter Bluhm     | Walter Bluhm        | Walter Bluhm        |
| Oliver Hardy       | Ollie                 | Bruno W. Pantel  | Bruno W. Pantel     | Michael Habeck      |
| Julie Bishop       | Arlene als Erwachsene | n.n.             | n.n.                | Angelika Bender     |
| Harry Bernard      | Glöckner              | Alfred Haase     | n.n.                | Werner Abrolat      |
| James C. Morton    | Polizist              | Benno Hoffmann   | Wolfgang Hess       | Gerhard Geisler     |
| William P. Carlton | Graf Arnheim          | Kurt Waitzmann   | Christian Marschall | Christian Marschall |
| James Finlayson    | Hauptmann Finn        | Hans Emons       | n.n.                | Leo Bardischewski   |
| Bob O’Connor       | Kellner               | Toni Herbert     | n.n.                | n.n                 |
| Eddie Borden       | Nobelmann             | Friedrich Joloff | n.n.                | n.n                 |
| Antonio Moreno     | Sandor                | Axel Monjé       | n.n.                | n.n                 |
| Billy Gilbert      | Scheidungsübermittler | Benno Hoffmann   | n.n                 | n.n.                |
| Zeffie Tilbury     | Zigeunerkönigin       | Lia Eibenschütz  | n.n                 | Carola Höhn         |

## Hintergründe
- Das Drehbuch zum Film entstand bereits 1934, die Umsetzung wurde dann jedoch lange hinausgezögert, sodass die Dreharbeiten erst im Oktober 1935 begannen. Im Vorspann wird der Film als "A Comedy Version of The Bohemian Girl" bezeichnet, die Oper von Michael William Balfe ist nämlich deutlich düsterer und hat kein gutes Ende. Die Figuren von Laurel und Hardy kommen ebenfalls nicht in Balfes Oper vor, sondern wurden hinzugenommen. Balfes Oper basiert selbst lose auf dem Werk La Gitanilla von Miguel de Cervantes.

- Ursprünglich sollte Thelma Todd die Rolle der Zigeunerkönigin und Geliebten von Antonio Moreno übernehmen. Todd starb allerdings am 16. Dezember 1935, nur wenige Tage nach dem Preview des Filmes, mit 29 Jahren an einer Kohlenmonoxidvergiftung am Steuer ihres Wagens in der Garage ihres Ex-Freundes. Um zu vermeiden, dass ihr Tod unter mysteriösen Umständen den Film negativ überschatten würde, beschlossen Hal Roach und Stan Laurel, die meisten Szenen mit Todd herauszuschneiden.[5] Die Handlung wurde so umgeschrieben, dass Ollies Frau (die in allen deutschen Fassungen zur Schwester gemacht wurde), gespielt von Mae Busch, die Rolle von Morenos Geliebter übernahm. Zudem wurde die Figur der alten Zigeunerkönigin, gespielt von Zeffie Tilbury, hinzugefügt. Als Denkmal an Todd wurde die Szene, in welcher sie das Lied Heart of a Gypsy singt, im Film belassen.

- Der Film wurde 1936 von den Nazis verboten, da er ihrer Meinung nach „ein falsches Bild eines abzulehnenden Zigeunerlebens in kitschiger Form“ gebe, eine „Darstellung, die [...] ihrer inneren Gesamthaltung nach [im Dritten Reich] keinen Platz“ habe.[6] So dauerte es bis zur deutschen Uraufführung bis 1957. In Österreich war der Film schon im Dezember 1937 unter dem Titel „Lustig ist das Zigeunerleben“ aufgeführt worden und kam nach dem Krieg bereits im Mai 1950, diesmal unter dem Titel „Komödiantenblut“, erneut in die Kinos.

- In einer Statistenrolle als Zigeunerin ist Paulette Goddard vor ihrem Durchbruch zum Filmstar zu sehen.